# Michale Graves
Michael Emanuel (Dumont, Nueva Jersey, EUA; 21 de marzo de 1975) más conocido por su nombre artístico, Michale Graves, es un cantante y compositor estadounidense. Principalmente famoso por haber sido vocalista del grupo de horror punk, The Misfits, desde 1995 a 1998 y nuevamente desde finales de 1998 hasta finales de 2000.

## Carrera
Desde los 11 años de edad, Michael se enamora de la música rock y heavy metal. Inspirado por cantantes como Ozzy Osbourne, Joe Elliot, Bruce Springsteen, Freddie Mercury, entre otros, decide que quiere ser cantante.
Fue mientras grababa un demo en solitario en Lodi, Nueva Jersey, y con tan solo 19 años de edad, cuando el ingeniero Bob Alecca le comenta que The Misfits estaba haciendo audiciones para cantante. Ya que la banda había estado pausada por un largo tiempo tras la salida de su antiguo líder Glenn Danzig, y ahora buscaban quien le pudiese sustituir.
Michael decide audicionar, y en 1995 fue seleccionado como nuevo vocalista de The Misfits. En el grupo Michael adopta el pseudónimo de Michale Graves. Durante su tiempo con The Misfits forjó una amistad con el baterista Dr. Chud, que duraría incluso después de la separación de ambos de la banda.
El canto de Graves se puede escuchar en los álbumes American Psycho, Famous Monsters y Cuts From the Crypt. También compuso varios temas para la banda como "Dig Up Her Bones", "Saturday Night", "This Island Earth", "Fiend without a Face", "Shining", "The Haunting", "Witch Hunt", and "Fiend Club" que se suman a muchas otras que co-compuso. A finales del año 2000 deja Misfits dadas diferencias creativas y personales que comenzó a tener con Jerry Only.

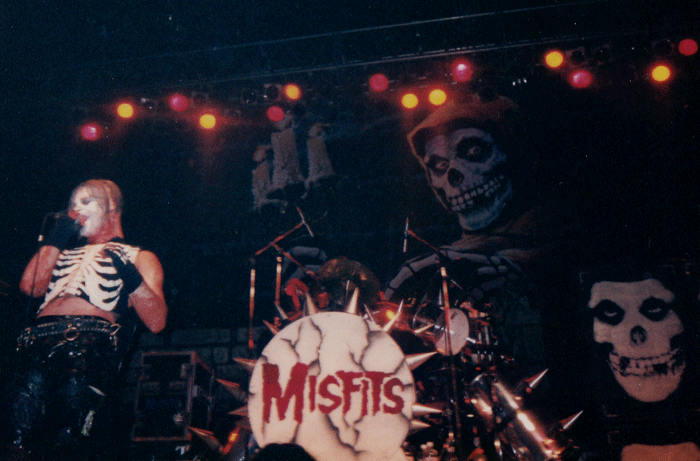
Graves cantando con Misfits en 1998.

Luego de dejar Misfits, formó junto a Dr. Chud una banda llamada The Lost Boys a la que luego le cambió el nombre por el de Graves. Con esta banda publicó un solo álbum llamado Web of Dharma. Después de dos exitosas giras por los Estados Unidos, la banda se disuelve debido a diferencias entre Graves y Chud, generando que Michale formara Gotham Road. Esta agrupación saca un álbum previamente a que Michale se tomara un tiempo para unirse a los marines estadounidenses. Luego de esto, fue a trabajar en su álbum solista debut llamado "Punk Rock is Dead".
En agosto de 2005, el guitarrista que acompañó a Michale tanto en Gotham Road como en su proyecto solista se fue abruptamente generando la cancelación de su gira por los Estados Unidos y el Reino Unido y dejando a Graves con la necesidad de encontrar otro guitarrista. En marzo de 2006 Graves comenzó una gira en soporte de Damien Echols y de West Memphis Three. Matt Johnson (el baterista de "Punk Rock is Dead" y sus giras) fue reemplazado por Quincy Smash, del cual se dice que tocó el bajo en la banda de Michale antes de Misfits, Mopes.
Graves fue un firme conservador y formador del movimiento "Conservador Punk". Fue partidario del Partido Republicano de los Estados Unidos (apareció en The Daily Show con Jon Stewart y en el show de Letterman). Pero después en 2013 afirmó que abandonó el partido y se convirtió en libertario por la televisora Russia Today
El 26 de febrero de 2013 Michale Graves sacó su tercer álbum como solista llamado "Vagabond" y un nuevo sencillo, llamado de la misma forma.
Michale está haciendo su tour promocional. De su último álbum The Lost Skeleton Returns que refleja lo aprendido en The Misfits con indicios del álbum Famous Monsters y canciones emblemáticas del álbum como Fiend Club, Scream y Saturday Night.
Desde hace varios años empieza sus tours por Europa y Norteamérica con éxito, que en el 2019 lo llevó a recorrer Latinoamérica con shows agotados por países como México, El Salvador, Costa Rica, Colombia, Perú, Chile, Argentina, Paraguay y Brasil.
En 2019 Michale empezó el American monster tour comenzando por Latinoamérica siendo un completo éxito, donde interpreta en su totalidad los álbumes American Psycho y Famous Monsters de su era en Misfits.

## Discografía

### Con Misfits
- 1997: American Psycho
- 1998: Evillive II (En directo)
- 1999: Famous Monsters
- 2001: Cuts From The Crypt (Compilación)

### Con Graves
- 2001: Web of Dharma

### Con Gotham Road
- 2003: Seasons of the Witch (Demos)
- 2008: Seasons of the Witch (Reedición)

### Con Summer's End
- 2005: Summer's End

### Con Marky Ramone Blitzkrieg
- 2011: When were angels (Single)

### Como solista
- 2005: Punk Rock is Dead
- 2006: Return To Earth
- 2007: Illusions
- 2013: Vagabond
- 2013: The Lost Skeleton Returns
- 2014: Supernatural
- 2016: When World's Collide
- 2017: Backroads
- 2019: Keys